# نخيل العقارية
نخيل، هي واحدة من شركات التطوير العقاري، مقرها في دبي، الإمارات العربية المتحدة.
شركة نخيل لديها مجموعة من المشاريع في دبي عبر القطاعات السكنية وتجارة التجزئة والضيافة والترفيه. وتشمل المشاريع الرئيسية نخلة الجميرة، جزر العالم، نخلة ديرة، نخلة جبل علي، وجزر الجميرة وقرية جميرة، جميرة بارك، مرتفعات جميرا، والحدائق، وحدائق ديسكفري، الفرجان، وقرية ورسان، مدينة التنين، المدينة العالمية، حدائق جبل علي وند الشبا.
في 6 يوليو 2011، أعلن مجلس دبي العالمية من المخرجين أن الملكية القانونية نخيل ستنقل إلى حكومة دبي عند الانتهاء من إعادة الهيكلة المالية للشركة.

## التاريخ
تأسست شركة نخيل في عام 2003 كشركة تابعة لشركة دبي العالمية المملوكة للدولة ومؤسسة خاصة مملوكة للدولة.
شاركت الشركة في إصدار صكوك، مما أثار قضايا قانونية في عام 2009. وقد كانت هذه الصكوك موضوع دراسة أكاديمية. وقد ورد أنها أكبر صكوك على الإطلاق.